# Ондонвиј
Ондонвиј (фр. Andonville) насеље је и општина у централној Француској у региону Центар (регион), у департману Лоаре која припада префектури Питивје.
По подацима из 2011. године у општини је живело 202 становника, а густина насељености је износила 16,92 становника/km². Општина се простире на површини од 11,94 km². Налази се на средњој надморској висини од 140 метара (максималној 139 m, а минималној 112 m).

## Демографија
| 1962. | 1968. | 1975. | 1982. | 1990. | 1999. | 2011. |
| ----- | ----- | ----- | ----- | ----- | ----- | ----- |
| 184   | 194   | 184   | 157   | 175   | 217   | 202   |

График промене броја становника у току последњих година